# Sidi Bu-l-Abbas
Sidi Bu-l-Abbas (arab.  سيدي بلعباس, fr. Sidi-Bel-Abbès) – miasto w północno-zachodniej Algierii, u podnóża Atlasu Tellskiego, ośrodek administracyjny prowincji Sidi Bu-l-Abbas. Około 233 tys. mieszkańców.
Miasto położone jest w dolinie okresowej rzeki Mekerra, około 75 kilometrów od wybrzeży Morza Śródziemnego. Zostało założone przez wojsko francuskie w 1849 roku jako garnizon Legii Cudzoziemskiej. Przez ponad 100 lat było siedzibą 1er Régiment étranger. W 1933 roku miasto stało się głównym ośrodkiem Legii Cudzoziemskiej. Po zakończeniu wojny algierskiej Legia opuściła Sidi bel Abbes w październiku 1962 roku. Obszerne koszary został przejęte przez nowo powstałą armię algierską.
W 1989 roku w mieście został utworzony uniwersytet Université Djillali Liabes de Sidi Bel Abbes.